# 菅野弘夫
菅野 弘夫（かんの ひろお、1923年7月16日 - 2009年11月23日）は、日本の元官僚。

## 経歴・人物
1923年7月16日、福島県福島市出身。東京大学法学部政治学科卒業後に臨時人事委員会事務局（現在の人事院）に入職。総理府内閣総理大臣官房参事官、佐賀県厚生部長、環境庁長官官房秘書課長、総理府恩給局次長、恩給局長、人事局長などを務める。
1979年11月、第二次大平正芳内閣で総理府総務副長官（事務担当）に就き、鈴木善幸内閣に政権交代した後の1981年1月まで務めた。
総理府総務副長官退任後は国立公文書館館長を務め、1989年の平成改元に伴い、徳仁親王が皇太子となった時に宮内庁に入り、同年5月1日付で東宮大夫に就任。1994年4月1日まで務めた。
2009年11月23日、すい臓がんにより逝去。86歳没。

## 雑記
- 内閣総理大臣大臣官房参事官時代の1967年に青年海外派遣・国際青年交流育成派遣団の中央ヨーロッパ派遣団団長を務めた[2]。
- 1993年の皇太子徳仁親王と小和田雅子の成婚に際しては、一連の儀式に関わる調整役を務めたことで知られる。
- 東京大学硬式野球部ファンで知られ、野球部公認ファンクラブである「東大を優勝させよう会」を1974年（昭和49年）2月23日に有志と共に設立。1983年から1988年まで第2代目会長を務めた。

## 脚註
1. ↑  菅野弘夫氏死去[リンク切れ] 時事通信 2009年11月25日閲覧
2. ↑  青年海外派遣・国際青年交流育成 内閣府